# Anders Lyngfelt
Anders Lyngfelt, född 1955, är en svensk professor i energi och miljö vid Chalmers tekniska högskola. Han har tillsammans med andra miljöforskare föreslagit geologisk lagring av koldioxid i syfte att därigenom mildra växthuseffekten och därmed klimatförändringarna.